# Empresa Nacional de Ferrocarriles del Estado
La Empresa Nacional de Ferrocarriles del Estado (en français entreprise nationale des chemins de fer de l'État), connue aussi sous l'acronyme ENFE, est une entreprise de chemin de fer bolivienne créée en 1964.

## Privatisation
Lors de la privatisation en 1996, ENFE est vendue par le président  Gonzalo Sánchez de Lozada en deux parties :
- le réseau andin est vendu à l'entreprise chilienne Cruz Blanca qui le révend par la suite à l'entreprise chilienne Luksic ;
- le réseau oriental est vendu à l'entreprise américaine Genesee Wyoming.

À la suite de cette division, les deux réseaux sont renommés respectivement «FCA» (Ferrocarril Andina) et «FCO »(Ferroviaria Oriental).

### Ferrocarril Andina
Le gouvernement bolivien lance la privatisation de la «Empresa Ferroviaria Andina S.A» avec le Décret supreme Nº 24186 du 15 décembre 1995. À partir du 14 mars 1996, l'administration de l'entreprise est assumée par ses propres employés, et l'entreprise devient alors entièrement privée.
Le 28 août 1995, l'entreprise devient société anonyme sous le nom d'«Empresa Ferroviaria Andina S.A.».

### Ferroviaria Oriental
«Ferroviaria Oriental S.A.» propose le transport de passagers et de fret sur un réseau de 1 244 km de voie ferrée, jusqu'à la frontière bresilienne à l'Est, à la frontière argentine au Sud et la ville de Montero au Nord.